# Bassozetus normalis
Bassozetus normalis es una especie de pez del género Bassozetus, familia Ophidiidae. Fue descrita científicamente por Gill en 1883.
Se distribuye por el Atlántico. La longitud estándar (SL) es de 27,6 centímetros. Habita en las profundidades abisales. Puede alcanzar los 5062 metros de profundidad.
Está clasificada como una especie marina inofensiva para el ser humano.